# Ahlem Mansouri
Ahlem Mansouri (* 2. Mai 1985 in Radès, Gouvernement Ben Arous) ist eine tunesische Fußballspielerin.

## Karriere

### Verein
Mansouri steht seit 2005 beim Club Sportif de l’Institut Supérieur de Sport et d’Education Physique du Kef unter Vertrag.

### Nationalmannschaft
Mansouri steht im Kader der tunesischen Fußballnationalmannschaft der Frauen.